# Кахетсько-Хевсуретійське повстання
Кахетсько-Хевсуретійське повстання (груз. კახეთ-ხევსურეთის აჯანყება) — повстання 1921 року проти більшовицьких сил у Кахетії та Хевсуреті Грузії (тоді Грузинська РСР ) після вторгнення Червоної армії в Грузію.
Повстання сталося після повстання в Сванетії 1921 року і було організоване Комітетом незалежності Грузії та його Військовим комітетом, що складався з колишніх офіцерів Демократичної Республіки Грузії. Лідером руху був князь Какуца Чолокашвілі, полковник грузинської армії, колишній полковник Російської імперської армії і герой битви під Сарикаміш під час Першої світової війни. З весни 1921 р. Чолокашвілі організував сильну міліцію в Кахетії та Хевсуреті з досвідчених військовослужбовців грузинської армії та дворян, зокрема М. Лашкарашвілі, Симона Багратіон-Мухранелі, Л. Леквінадзе, С. Андронікашвілі, А. Сумбаташвілі, С. Сумбаташвілі . Вачнадзе, П. Палавандішвілі, Ш. Палавандішвілі та ін.
Ополчення тісно контактувало з католікосом-патріархом Амвросієм і користувалося підтримкою гірських кланів Східної Грузії.
Спочатку ополченці перекрили всі дороги на Тушеті, Пшаві та Хевсуреті, а після перемоги в битві під Жинвалі армія рушила в Хевсуреті. Примітно, що більшовики застосували проти ополченців величезні недосвідчені військові ресурси, в тому числі бойову авіацію, і мали великі втрати, тоді як втрати сили Чолокашвілі в деяких випадках були нульовими.
Повстання було ослаблено через розбіжності всередині різних політичних партій Грузії. Наприклад, соціал-демократи вважали, що Чолокашвілі, дворянин, не повинен бути лідером партизанської армії. З іншого боку, більшовики заарештували та стратили прихильників ополчення в Картлі та Кахетії та перекинули з Грозного більше армійських дивізій.
Поєднання ворожості ЧК по відношенню до населення Грузії та розбіжностей між різними політичними партіями змусило Чолокашвілі втекти до сусідньої Чечні, звідки він кілька разів проник у Грузію, не давши більшовикам закріпитися в східногрузинських горах перед тим, як приєднатися до великого повстання . проти Рад у серпні 1924 р.